# Cyperus aggregatus
Cyperus aggregatus là một loài thực vật có hoa trong họ Cói. Loài này được (Willd.) Endl. mô tả khoa học đầu tiên năm 1842.